# Ерік Маркус
Ерік Маркус дос Сантос Олівейра до Кармо (порт. Erick Marcus dos Santos Oliveira do Carmo, нар. 1 березня 2004, Ріо-де-Жанейро, Бразилія) — бразильський футболіст, вінгер болгарського клубу «Лудогорець».

## Ігрова кар'єра

### Клубна
У 2016 році Ерік Маркус приєднався до клубної академії бразильського «Васко да Гама». В січні 2023 року футболіст підписав з клубом свій перший професійний контракт. А 31 січня у турнірі Ліга Каріока Маркус провів першу гру в основі команди.
Сезон 2024/25 Маркус почав у Європі, де на правах оренди приєднався до болгарського клубу «Лудогорець». В лютому 2025 року футболіст підписав з клубом контракт на постійній основі.

### Збірна
У 2022 році Ерік Маркус провів дві гри в складі молодіжної збірної Бразилії.

## Титули
Лудогорець
 Переможець Суперкубка Болгарії: 2024
 Чемпіон Болгарії: 2024–25
 Переможець Кубка Болгарії: 2024–25